# Émile Allais
Émile Jean Allais (ur. 25 lutego 1912 w Megève, zm. 17 października 2012 w Sallanches) – francuski narciarz alpejski, brązowy medalista olimpijski, i ośmiokrotny medalista mistrzostw świata.

## Kariera
Pierwszą dużą międzynarodową imprezą w jego karierze były mistrzostwa świata w Sankt Moritz w 1934 roku. Francuz wystartował tam we wszystkich trzech konkurencjach, najlepszy wynik uzyskując w kombinacji, którą ukończył na 25. pozycji. Pierwsze sukcesy osiągnął na rozgrywanych rok później mistrzostwach świata w Mürren, skąd wrócił z dwoma medalami. Najpierw był drugi w zjeździe, przegrywając tylko z Austriakiem Franzem Zingerle o 0,04 sekundy. Następnie był siódmy w slalomie oraz drugi w kombinacji, w której lepszy był kolejny Austriak, Anton Seelos. W 1936 roku wystartował na igrzyskach olimpijskich w Garmisch-Partenkirchen. Po zjeździe do kombinacji zajmował czwarte miejsce, tracąc do prowadzącego Birgera Ruuda z Norwegii 11,4 sekundy. W slalomie okazał uzyskał trzeci wynik, co dało mu brązowy medal. Ostatecznie wyprzedzili go tylko dwaj reprezentanci III Rzeszy: Franz Pfnür oraz Gustav Lantschner. Był to pierwszy w historii medal olimpijski dla Francji w narciarstwie alpejskim. Największe sukcesy osiągnął jednak podczas mistrzostw świata w Chamonix w 1937 roku, gdzie zwyciężył we wszystkich trzech konkurencjach. Został tym samym pierwszym w historii alpejczykiem, który zdobył trzy złote medale na jednych mistrzostwach świata. Kolejne medale zdobył na rozgrywanych rok później mistrzostwach świata w Engelbergu. Najpierw zajął drugie miejsce w zjeździe, przegrywając tylko ze swym rodakiem, Jamesem Couttetem. Dzień później był drugi w slalomie, rozdzielając na podium Szwajcara Rudolfa Romingera i Hellmuta Lantschnera z III Rzeszy. Na koniec zdobył czwarty w karierze złoty medal, zwyciężając w kombinacji.
Trzykrotnie zdobywał mistrzostwo Francji: w zjeździe w 1936 roku oraz slalomie w latach 1936 i 1937. W 1936 roku wygrał kombinację podczas zawodów Lauberhornrennen w szwajcarskim Wengen. W tym samym roku wygrał także zjazd w ramach zawodów Arlberg-Kandahar w Sankt Anton, a rok później na tych samych zawodach rozgrywanych w Mürren wygrał kombinację. W czasie II wojny światowej wstąpił do oddziałów Bataillon de Haute Montagne, w których walczył do 1945 roku.
Po zakończeniu kariery sportowej był pracował jako trener. Był między innymi trenerem reprezentacji Francji przez 7 lat. Pomagał w założeniu ośrodków narciarskich w amerykańskim Squaw Valley oraz w chilijskim Portillo. W 1954 roku wrócił do Francji, rozpoczynając pracę na stanowisku dyrektora technicznego w ośrodku narciarskim w Courchevel. Pracował także w ośrodkach w La Plagne i Flaine. Założył ponadto Ecole de Ski Français, największą szkołę narciarską na świecie.

## Osiągnięcia

### Igrzyska olimpijskie
| Miejsce | Dzień    | Rok  | Miejscowość            | Konkurencja | Czas biegu | Strata    | Zwycięzca   |
| ------- | -------- | ---- | ---------------------- | ----------- | ---------- | --------- | ----------- |
| 3.      | 9 lutego | 1936 | Garmisch-Partenkirchen | Kombinacja  | 99,25 pkt  | -4,56 pkt | Franz Pfnür |

### Mistrzostwa świata
| Miejsce | Dzień     | Rok  | Miejscowość  | Konkurencja | Czas biegu | Strata     | Zwycięzca       |
| ------- | --------- | ---- | ------------ | ----------- | ---------- | ---------- | --------------- |
| 27.     | 15 lutego | 1934 | Sankt Moritz | Zjazd       | 4:27,2     | +1:25,4    | David Zogg      |
| 29.     | 17 lutego | 1934 | Sankt Moritz | Slalom      | 1:49,0     | +27,1      | Franz Pfnür     |
| 29.     | 17 lutego | 1934 | Sankt Moritz | Kombinacja  | 99,23 pkt  | -21,06 pkt | David Zogg      |
| 7.      | 24 lutego | 1935 | Mürren       | Slalom      | 1:46,1     | +8,0       | David Zogg      |
| 2.      | 25 lutego | 1935 | Mürren       | Zjazd       | 3:30,4     | +0,4       | Anton Seelos    |
| 2.      | 25 lutego | 1935 | Mürren       | Kombinacja  | 96,63 pkt  | -0,25 pkt  | Anton Seelos    |
| 7.      | 21 lutego | 1936 | Innsbruck    | Zjazd       | 4:29,8     | +29,2      | Rudolf Rominger |
| 6.      | 22 lutego | 1936 | Innsbruck    | Slalom      | 2:18,1     | +12,7      | Rudolph Matt    |
| 8.      | 21 lutego | 1936 | Innsbruck    | Kombinacja  | 443,4 pkt  | +69,6 pkt  | Rudolf Rominger |
| 1.      | 13 lutego | 1937 | Chamonix     | Zjazd       | 4:03,4     | -          | -               |
| 1.      | 15 lutego | 1937 | Chamonix     | Slalom      | 2:10,8     | -          | -               |
| 1.      | 15 lutego | 1937 | Chamonix     | Kombinacja  | 400,4 pkt  | -          | -               |
| 2.      | 5 marca   | 1938 | Engelberg    | Zjazd       | 3:17,8     | +2,0       | James Couttet   |
| 2.      | 6 marca   | 1938 | Engelberg    | Slalom      | 3:03,4     | +3,9       | Rudolf Rominger |
| 1.      | 6 marca   | 1938 | Engelberg    | Kombinacja  | 400,4 pkt  | -          | -               |